# Tasserkidrilus kessleri
Tasserkidrilus kessleri is een ringworm uit de familie van de Naididae. De wetenschappelijke naam van de soort is voor het eerst geldig gepubliceerd in 1962 door Hrabe.